# Luxus

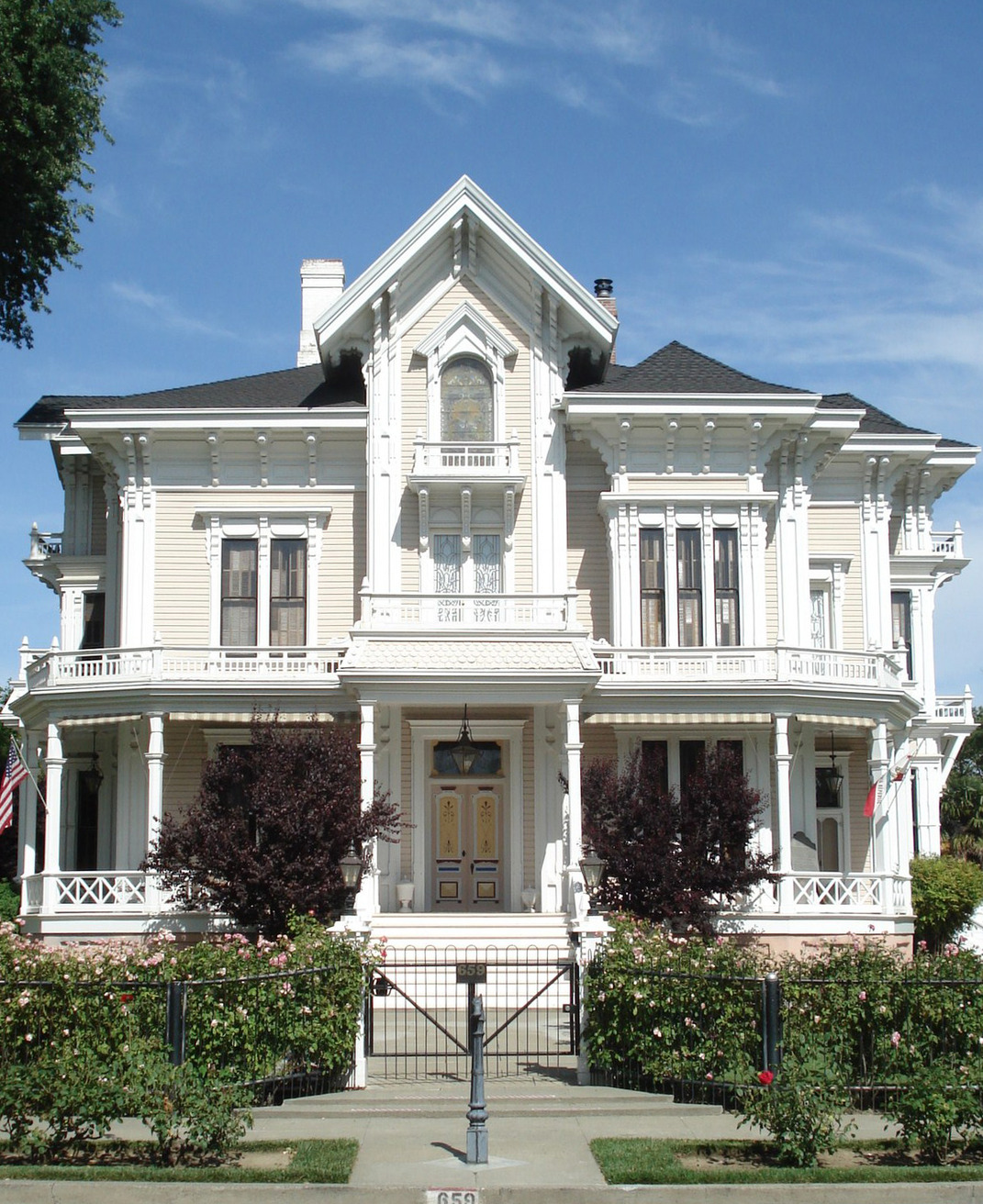
Luxuriöse Behausungen, …

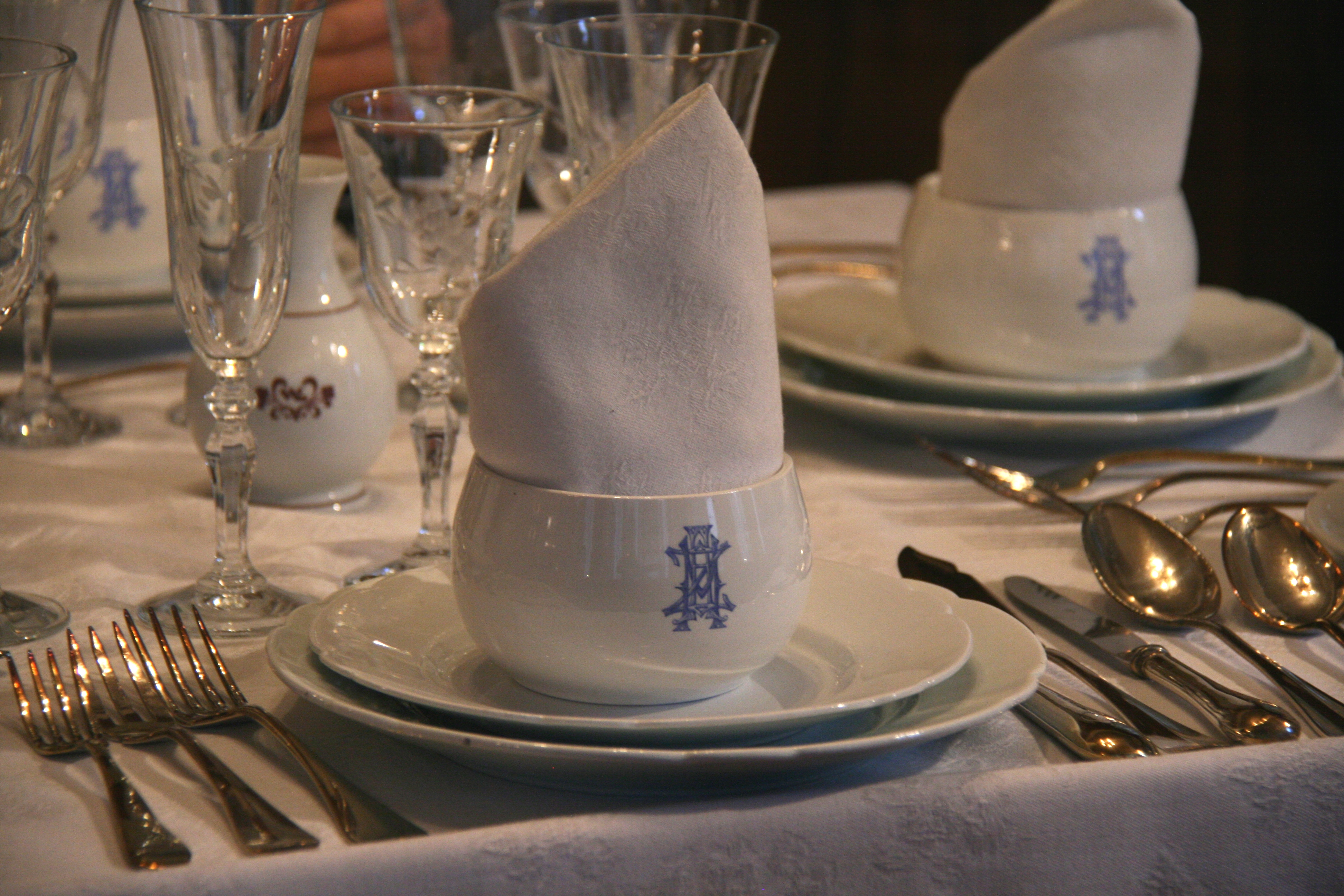
… edle Porzellanservice und …

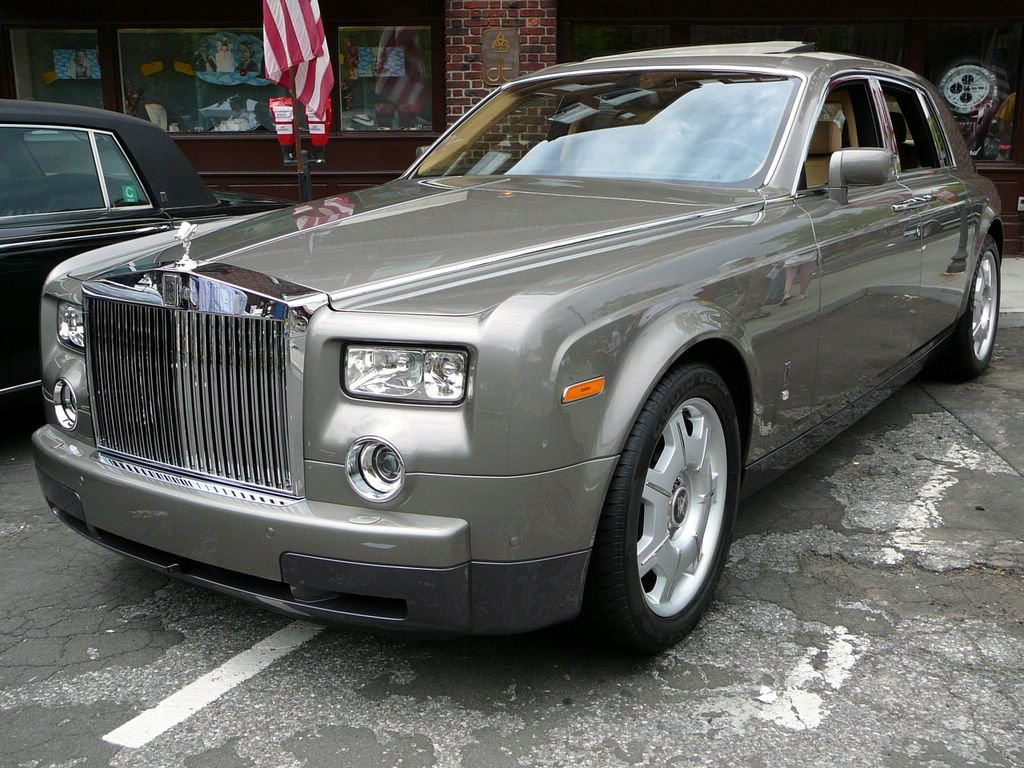
… teure Autos sind Beispiele für Luxus.

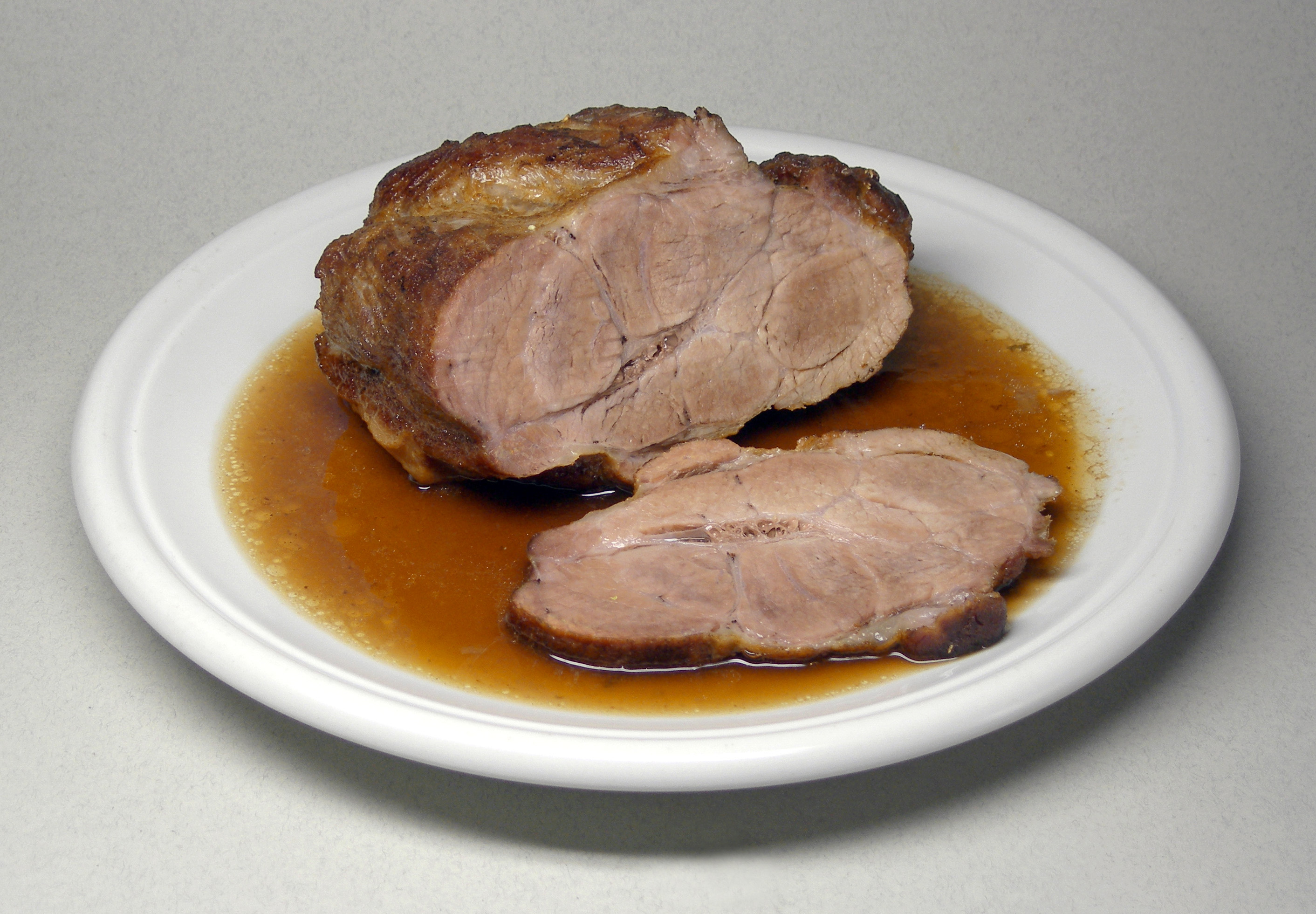
Der Sonntagsbraten: Früherer Ausdruck von Luxus

Luxus (lateinisch luccus ‚üppige Fruchtbarkeit, überflüssiger Aufwand, Schlemmerei‘) bezeichnet Verhaltensmuster, Aufwand oder Vermögenswerte, welche weit über den durchschnittlichen Lebensstandard einer Gesellschaft hinausgehen.

## Allgemeines
Luxus fasst Phänomene zusammen, die weit über die Bezugsgruppe hinweg als erstrebenswert gelten. Aber nur die Bezugsgruppe kann sich Luxusgüter leisten, da Produkte und Dienstleistungen von höchster Produkt- bzw. Dienstleistungsqualität einen hohen Tauschwert besitzen. Die Allensbacher Markt- und Werbeträger-Analyse zählte 2009 in Deutschland etwa 3,7 Mio. Menschen zur Gruppe der luxusorientierten Konsumenten, die sich nicht nur durch eine hohe Affinität zu Luxusmarken, sondern auch eine entsprechend hohe Zahlungsbereitschaft auszeichneten.
Luxus wird sowohl quantitativ als auch qualitativ gemessen, ist der Mode unterworfen und unterliegt einem zeitlichen und gesellschaftlichen Wandel. Was als Luxus angesehen wird, ist von Staat zu Staat unterschiedlich, hängt von den Verbrauchern, ihren Bedürfnissen und ihrer sozialen Stellung ab. Luxusgüter eignen sich hervorragend als Statussymbole der sozialen Stellung.

## Arten
Unterschieden wird zwischen materiellem und immateriellem Luxus:

### Materieller Luxus
Materieller Luxus demonstriert eine Lebensform, die sich wegen ihrer exklusiven Merkmale vom normalen gesellschaftlichen Leben abhebt und sich oft als Erfolgs- und Statussymbol repräsentiert. Eine luxuriöse Lebensweise zeigt sich unter anderem in erlesenen Speisen (beispielsweise Kaviar) und Getränken (Champagner) sowie in teurer Kleidung (Pierre Cardin), in Schmuck (Cartier), teuren Autos (Luxusklasse) und exklusiven Domizilen.

### Immaterieller Luxus
Luxuskonsum kann neben dem extrinsischen Streben nach Distinktion, Prestige und sozialer Zugehörigkeit auch individuelle, in erster Linie intrinsisch motivierte und damit immaterielle Gründe haben. Das Konsumentenverhalten ist nicht ausschließlich von kognitiven, sondern auch affektiven und teilweise unbewussten Motiven geprägt. Personen kaufen Produkte auch aufgrund ihrer symbolischen Bedeutung und nicht nur aus utilitaristischen Gründen.
So kann das Streben nach Selbstbelohnung und Selbstverwirklichung gleichfalls ein Grund für den Konsum von Luxusprodukten sein. Einige suchen in Luxusgütern einen Ausgleich beispielsweise für Stress am Arbeitsplatz und wollen sich mit Luxus verwöhnen. Hier geht es primär um emotionale Bedürfnisse, z. B. nach Genuss.

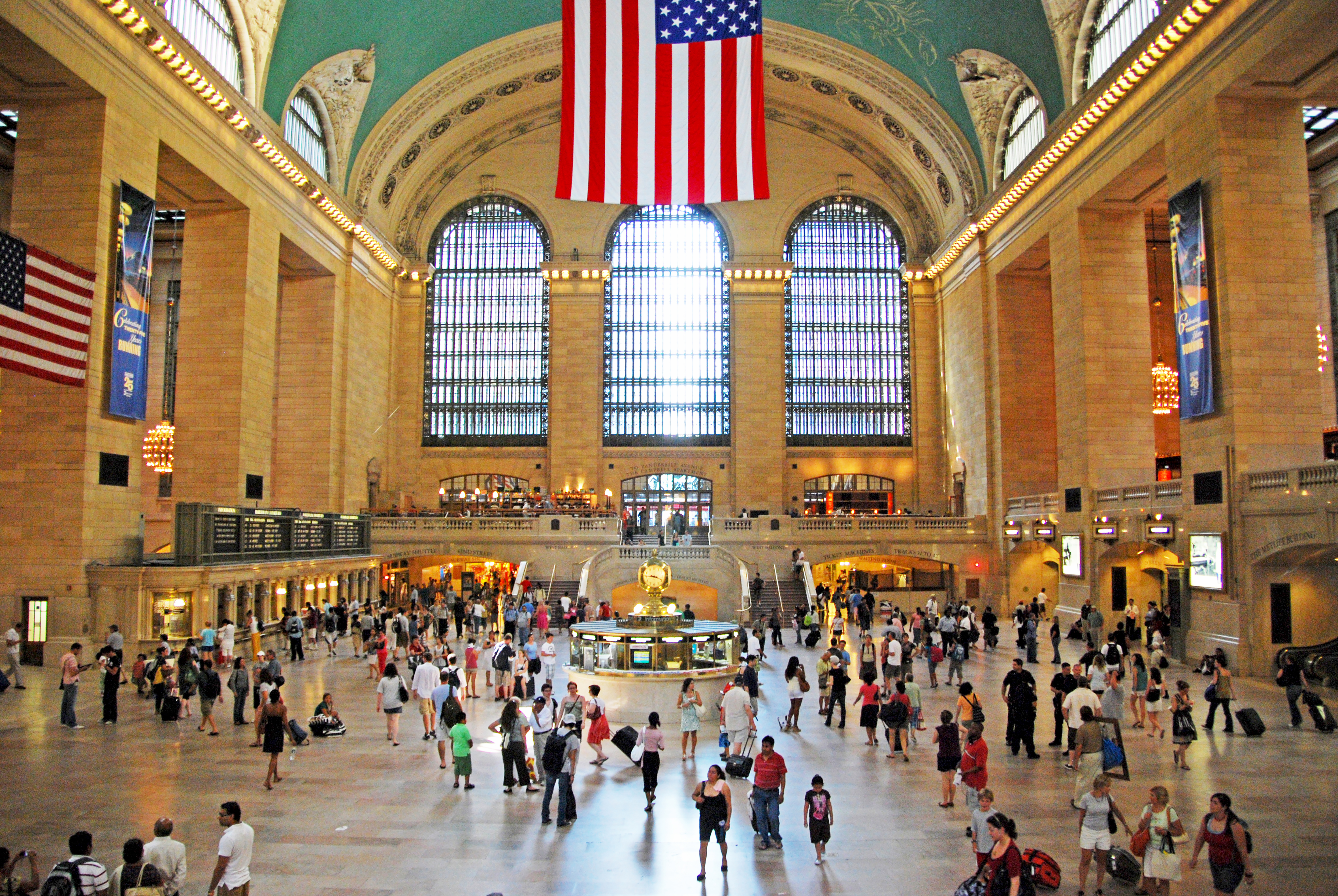
Die New Yorker Grand Central Station: Beispiel für öffentlichen Luxus in Form von Mobilitätsinfrastruktur

Das bedeutet, dass die luxuriösen Produkte/Dienstleistungen nicht auffällig und für andere sichtbar sein müssen; es geht hier eher um ein Lebensgefühl und darum, seine eigene Persönlichkeit auszudrücken. Der Konsument kauft Marken, die seinen individuellen Wertvorstellungen entsprechen und so zum Symbol eines Lebensstils werden. In diesem Zusammenhang erfüllen Luxusgüter primär eine Identifikationsfunktion, und ihr Konsum ist eher intrinsisch motiviert. So kann die Identität eines Individuums nachhaltig durch den Besitz bestimmter Güter geprägt werden, weil sich ihr symbolischer Gehalt auf den Konsumenten überträgt und dadurch das erweiterte Selbstbild beeinflusst wird. Hierbei kann das Konsumobjekt nicht nur die bereits vorhandenen Eigenschaften des Käufers untermauern, sondern auch bisher noch nicht existente Charakteristika in ihrer Entstehung begünstigen. Das bedeutet, dass durch diese Übertragung eine Bestätigung oder Erhöhung des Selbstkonzeptes bzw. eine Selbstkongruenz entstehen kann.
Die zunehmende Wichtigkeit der immateriellen Komponente der Selbstbelohnung als Ziel des Konsumes/Besitzes von Luxusprodukten zeigt auch eine Studie von LiM/Keylens. So gibt der Großteil der Befragten an, dass das persönliche Vergnügen und die Selbstbelohnung die wichtigsten Motive des Luxuskonsums darstellen. Gründe wie beispielsweise die Konformität bzw. Dazugehörigkeit haben an Bedeutung verloren.

### Sonstige
George Monbiot prägte das Oxymoron des „öffentlichen Luxus'“ (public luxury). Mit ihm verbunden wird die Erfüllung essentieller Bedürfnisse und ein „kollektiver Wohlstand“ durch Grundversorgung und -rechte. Kristin Ross sah die Entstehung der Pariser Kommune von der Idee geleitet, einen „kommunalen Luxus“ (communal luxury) durch den Erhalt von Zugänglichkeit und Inanspruchnahme über ein Gemeinwesen zu erzeugen.

## Kultureller und geschichtlicher Kontext
In Ethik und Religion wird Luxus als Verschwendungssucht meist verurteilt. In der mittelalterlichen Theologie war es verpönt, sich dem Streben nach Luxus (lateinisch: luxuriari) zu überlassen. Die vom Wortstamm verwandte Luxuria zählt zu den sieben Todsünden.
Was als Luxus betrachtet wird, hängt stark von kulturellen und ethischen Standards sowie der sozialen Stellung des Urteilenden und nicht zuletzt auch von der wirtschaftlichen und technischen Entwicklung ab. Gegenwärtig betont die Werbung offen und häufig den Luxus-Charakter bestimmter Produkte, zum Beispiel bei edlem Parfüm oder teuren Autos. Was Luxus ist, unterliegt somit dem sozialen Wandel.
Vor der Erfindung des Buchdrucks war der Erwerb einer (handgeschriebenen) Bibel ein Luxus, den sich nur Fürsten und reiche Bürger leisten konnten; kostete doch ein solches Werk den Gegenwert zweier Fachwerkhäuser. Moderne Produktionsverfahren haben Bibeln und Bücher überhaupt inzwischen für jeden erschwinglich gemacht. Lediglich für Christen, die in Ländern leben, in denen keine Bibeln gedruckt und auch nicht importiert werden dürfen – etwa in Saudi-Arabien – bleiben sie dennoch kaum erreichbarer Luxus.
Galt beispielsweise fließendes Wasser im Haus durch die Antike, im Mittelalter und in der Neuzeit bis ins 19. Jahrhundert hinein (auf dem Lande noch länger) als Luxus, so ist heute durch die moderne Wasserversorgung eine Wasserleitung in jeder Wohnung in den Industrieländern Standard und wird nicht mehr als Luxus empfunden. Für viele arme Menschen in Entwicklungsländern jedoch stellt ein Wasserhahn in ihrer Behausung einen nach wie vor unerreichbaren Luxus dar. Ein privates Hallenbad wird allerdings auch in reichen Ländern noch als Luxus bezeichnet.
Auch der Zugriff auf immaterielle Güter – zum Beispiel durch habituellen Opernbesuch – wird als Luxus nachgefragt oder auch kritisiert.
Daher ist das Urteil, was man unter Luxus versteht, relativ – kennzeichnend ist die Verfügungsgewalt über knappe Güter sowie deren verschwenderischer und unmäßiger Gebrauch und Verbrauch. Aus dieser Verfügungsgewalt ergibt sich auch der repräsentative, soziale Unterschiede betonende Charakter des Luxus: Er signalisiert politische, finanzielle oder kulturelle Macht, deren Träger der Notwendigkeit zur Sparsamkeit enthoben sind.

## Luxussteuern und Luxusgesetze
In der Geschichte sind eine Vielzahl von Gesetzen gegen Luxus erlassen worden (Luxussteuern). Meistens sollte der Aufwand für Kleider, Gastmähler und Begräbnisse in Schranken gehalten werden, teils aus ethischen oder handelspolitischen Gründen, teils um die Verarmung zu verhindern oder eine Abgrenzung der Stände voneinander äußerlich zu ermöglichen.
Beispielsweise wurde in der römischen Republik im Jahr 215 vor Christus die Lex Oppia erlassen, die es untersagte, Purpurgewänder oder teuren Schmuck zu tragen.
Weitere Beispiele für solche (Anti-)Luxusgesetze sind in vielen Kulturen und Zeiten zu finden. So regelte der Doge Gerolamo Priuli 1562, dass die Ausstattung von Gondeln in Venedig nur schwarz sein durfte, um Prunksucht zu verhindern. Generell verboten solche Regelungen keineswegs den Luxus, sondern seine unangemessene Zurschaustellung.

## Hotelwesen
Der Begriff „Luxus“ bezeichnet die oberste Preisklasse einer europaweit geltenden Kategorie von Hotelzimmern, die von der DEHOGA übernommen wurde:
| Anzahl der Sterne     | Preisklasse | Zimmergröße (Einzelzimmer/Doppelzimmer) | Dienstleistung |
| --------------------- | ----------- | --------------------------------------- | --- |
| {\displaystyle *}     | Tourist     | bis 8 m² / bis 12 m²                    | Rezeption, einfaches Frühstück (continental breakfast), fließendes Wasser, Kofferablage, Aufenthaltsraum                                                                                           |
| {\displaystyle **}    | Standard    | bis 12 m² / bis 16 m²                   | 50 % der Zimmer mit Dusche/Bad/WC, Stuhl pro Bett, Tisch; Getränkeautomat |
| {\displaystyle ***}   | Komfort     | bis 14 m² / bis 18 m²                   | 90 % der Zimmer mit Dusche/Bad/WC, Telefon im Zimmer, 70 % der Zimmer mit Fernsehgerät, Minibar; erweitertes Frühstück/Buffet, 12 Stunden besetzte Rezeption, Restaurant                           |
| {\displaystyle ****}  | First Class | bis 16 m² / bis 24 m²                   | alle Zimmer mit Dusche/Bad/WC, Frühstücksbuffet und Zimmerservice, Bademantel auf Wunsch, Kosmetikspiegel, Fön, alle Zimmer mit Fernsehgerät; Empfangshalle, Restaurant, Hotelbar                  |
| {\displaystyle *****} | Luxus       | über 18 m² / über 26 m²                 | Suiten, Zimmer mit Dusche/WC, davon 80 % mit Bad/WC, 24 Stunden besetzte Rezeption mit Concierge, Empfangshalle mit Getränkeservice, Restaurants, Hotelbar, Konferenzräume und Bankett-Möglichkeit |

Es handelt sich um eine europaweite Klassifizierung (Hotelstars Union). Sie ist drei Jahre gültig, danach erfolgt eine erneute Überprüfung nach den dann aktuellen Kriterien.

## Wirtschaftliche Aspekte
Im Blickpunkt der Volkswirtschaftslehre stand und steht auch das Luxusgut; es ist ein typisches superiores Gut. Es ist meist ein Substitutionsgut, das auch als Standardgut verfügbar ist. Beide unterscheiden sich durch ihr Preisniveau voneinander, wobei Luxusgüter mit einer Hochpreisstrategie und höherer Produktqualität vermarktet werden.
Luxusgüter sind keine „Nachfrageprodukte“, die ein rationales Problem lösen. Sie sind vielmehr „Angebotsprodukte“, die eine sinnliche Erlebniswelt schaffen, emotionale Lösungen bieten und einen Traum konkretisieren. Außerdem wirken sie als Statussymbole, mit denen ein sozialer Status signalisiert wird, selbst wenn keine Autorität vorhanden ist wie bei Hochstaplern. Nachfrager nach Luxusgütern verfolgen ferner das Ziel, sich durch den Kauf dieser Güter von der Masse der übrigen Konsumenten abzuheben und einen bestimmten Lebensstil zu demonstrieren. Luxusgüter stellen keine Eigenschaft dieser Güter dar, sondern es handelt sich um das Marktverhalten einiger Marktteilnehmer mit bestimmten Präferenzen in bestimmten Einkommenssituationen. So wird ein von BAföG lebender Student seinen Hunger mit Junk Food stillen, später als Vorstandsmitglied eines Großunternehmens jedoch im „Sterne-Lokal“ speisen.
Die Selektionsfunktion des Preises führt dazu, dass beim hohen Preisniveau überwiegend Nachfrager übrigbleiben, deren Einkommen oder Vermögen durch die Bezahlung nicht nennenswert geschmälert wird. Wichtigste Zielgruppe sind deshalb Einkommens- oder Vermögensmillionäre. Luxusgüter erfüllen diesen ein Luxusbedürfnis. Sie bilden ein Marktsegment, bei dem es ein anderes Konsumverhalten der Verbraucher gibt als beispielsweise bei Billigprodukten. Steigen die Einkommen, wechseln die Verbraucher zu höherwertigen oder teureren Substitutionsgütern. Der Mitläufereffekt beschreibt das persönliche Ziel einer Minderheit von Marktteilnehmern, durch den Konsum bestimmter Luxusgüter einer gewissen Prestigegruppe zugehörig zu erscheinen. Deshalb gibt es in diesem Marktsegment auch Marktteilnehmer, die nicht zu den Vermögenden gehören. Andererseits sind Angebote mit niedrigen Preisen für ärmere Käuferschichten attraktiv. Die hohe Produktqualität und die geringe Obsoleszenz der Luxusgüter erhöhen die Selbstkosten der Anbieter; ein günstiger Kaufpreis ist ohnehin nicht geplant.
Im Hinblick auf die Einkommenselastizität {\displaystyle \eta _{i}} sind Luxusgüter positiv, also vollkommen elastisch:
{\displaystyle \eta _{i}>1},
so dass bei steigendem Einkommen die Nachfrage überproportional wächst. Der Einkommenseffekt verstärkt den Substitutionseffekt. Umgekehrt sinkt bei Rezessionen die Nachfrage überproportional, Luxusgüter sind damit im Hinblick auf die Einkommenselastizität konjunkturanfällig. Durch die übliche Darstellung mit der Marshallschen Nachfrage ({\displaystyle x_{i}(\mathbf {p} ,y)=x_{i}(p_{1},\ldots ,p_{n};y)}) nach einem Gut {\displaystyle i} in Abhängigkeit von den Preisen aller {\displaystyle n} Güter und dem Haushaltseinkommen {\displaystyle y}
{\displaystyle \eta _{i}\equiv {\frac {\partial x_{i}(\mathbf {p} ,y)}{\partial y}}{\frac {y}{x_{i}(\mathbf {p} ,y)}}}
wird ein Gut nur dann zum Luxusgut, wenn die Einkommenselastizität größer als 1 ist. Die Preiselastizität kann hoch bis sehr gering sein, so dass die – zahlungskräftigen – Nachfrager auf Preisänderungen nicht oder kaum reagieren. Für sie sind keine immanenten Sättigungsgrenzen erkennbar. Theoretisch haben Luxusgüter eine hohe Preiselastizität der Nachfrage, „notwendige Güter“ hingegen eine geringe Preiselastizität der Nachfrage, Luxusgüter sind mithin eher konjunkturneutral, so dass die Nachfrage nach ihnen auch in der Rezession kaum abschwächt. Beim Veblen-Effekt steigt die Nachfrage nach Luxusgütern trotz Preiserhöhung sogar weiter an. Da nur wenige Zielgruppen für Luxusgüter in Frage kommen, werden sie meist auf einem Klassenmarkt angeboten.
Die Streitfrage, ob Luxuskonsum durch Luxussteuern reduziert werden kann, ist schwer zu beantworten. Einerseits führt nach der Neoklassischen Theorie eine Besteuerung zu einer Preiserhöhung (durch Steuerüberwälzung auf den Endkunden) und damit zu einem Marktgleichgewicht bei niedrigerem Umsatz. Während einzelne Autoren diesen Zusammenhang auch für Luxussteuern sehen, erkennen andere Autoren keine Lenkungswirkung: Denn andererseits besteht der Nutzen des Luxusguts darin, dass es so teuer ist, dass es sich nicht jeder leisten kann. Damit führen Preiserhöhungen nicht zwingend zu einer Reduzierung der Güternachfrage: Der Status des Käufers steigt durch den Erwerb, weil das Luxusgut teurer geworden ist, und damit steigt die Nachfrage.